# Ayenia mollis
Ayenia mollis är en malvaväxtart som beskrevs av T. S. Brandegee. Ayenia mollis ingår i släktet Ayenia och familjen malvaväxter. Inga underarter finns listade i Catalogue of Life.